# Мисьта, Александр
Александр Мисьта (пол. Aleksander Miśta; род. 7 января 1983, Мышкув) — польский шахматист, гроссмейстер (2004), тренер ФИДЕ (2012).

## Спортивные достижения
Многократный победитель и призёр чемпионатов Польши по шахматам среди юниоров в различных категориях:
- Золото: 1991 (до 10 лет), 2000 (до 18 лет ), 2001 (до 18 дет);
- Серебро: 2000 (до 20 лет), 2003 год (до 20 лет);
- Бронза: 1993 (до 10 лет), 1999 (до 16 лет), 2001 (до 20 лет), 2002 (до 20 лет).

Занял 3 место на чемпионате Польши по шахматам в 2009 году. В чемпионатах страны по блицу завоевал бронзовую медаль в 2014 и серебряную в 2015 году. В 2019 году с клубом «Wieża Pęgów» стал бронзовым призёром командного чемпионата Польши.
Победитель престижного турнира в Гастингсе (2015/2016, совместно с Ж. Вахидовым). Чемпион Польши в решении шахматных задач 2017 года, завоёвывал медали также в 2012, 2015 и 2016 годах.
Был тренером женской сборной Польши во время её участия в командном чемпионате Европы по шахматам в 2011 году (завоевали серебряные медали) и в 40-й шахматной олимпиаде в 2012 году. На олимпиаде 2016 года тренировал мужскую сборную Ливана.
Вершины шахматной карьеры достиг 1 сентября 2014 года, с отметкой 2625 пунктов занимал 5 позицию в рейтинг-листе польских шахматистов.

## Изменения рейтинга
| Графики недоступны из-за технических проблем. См. информацию на Фабрикаторе и на mediawiki.org. |